# Christian Cacaut
Cet article possède un paronyme, voir Cacault.
Christian Cacaut, né le 6 décembre 1932 à Lyon et mort le 12 décembre 1981 à Clamart, est un architecte français.

## Biographie
Il obtient le deuxième second grand prix de Rome en architecture en 1960.

## Œuvre architecturale
Christian Cacaut est l'auteur des plans de nombreux bâtiments, tels que l'église Sainte-Bernadette du Grand-Quevilly (avec  André Mrowiec), 1969), le Palais des congrès de Perros-Guirec (avec André Mrowiec, 1969-1970) et les immeubles La Bretonnière (1964) et Le Palais d'Été à La Baule-Escoublac ; le bâtiment initial, poste annexe de La Baule-Escoublac, a été dessiné vers 1897 par l'architecte parisien Jacques Drevet. Au début des années 1960, il est détruit pour permettre la construction de l'immeuble Le Palais d'été, conçu par l'architecte Christian Cacaut. Avec André Mrowiec et Charles Cervello, il dessine en 1965 la résidence du Golfe et le restaurant panoramique l'Espadon, à l'emplacement de l'hôtel de la Plage et du Golf à La Baule